# اضطراب اللغة الاستقبالي التعبيري المختلط
اضطراب اللغة الاستقبالي التعبيري المختلط (دي إس إم – آي في 315.32) هو أحد اضطرابات التواصل التي تؤثر بدرجة متراوحة بين المعتدلة والشديدة على مجالي التواصل الاستقبالي والتعبيري على حد سواء. يعاني الأطفال المصابون بهذا الاضطراب من صعوبات في فهم الكلمات والجمل. يمكن تصنيف هذا الاضطراب عند وجود حالات عجز في تطوير اللغة الاستقبالية والتعبيرية مع عدم استنادها إلى حالة من العجز الحسي، أو العجز الفكري غير اللفظي، أو الاضطرابات العصبية، أو الحرمان البيئي أو الاضطرابات النفسية. تشير الأبحاث إلى إصابة 2-4% من الأطفال في سن خمس سنوات باضطراب اللغة الاستقبالي التعبيري المختلط. يظهر هذا الخلل عند مواجهة الطفل صعوبات في مهارات اللغة التعبيرية، أي إنتاج اللغة، بالإضافة إلى مشكلات مهارات اللغة الاستقبالية، أي فهم اللغة. يظهر أولئك المصابون باضطراب اللغة الاستقبالي التعبيري المختلط درجة طبيعية من انعدام التناظر التشريحي بين جهتي اليمين واليسار في المستوى الصدغي والجداري. يمكن عزو هذا إلى انخفاض التخصص الوظيفي للغة في نصف الكرة المخية الأيسر. وفقًا لقياسات تدفق الدم الدماغي (إس بّي إي سي تي)، لا يختبر الأطفال المصابون باضطراب اللغة الاستقبالي التعبيري المختلط التنشيط السائد المتوقع في نصف الكرة المخية الأيسر عند خضوعهم لمهام التمييز الصوتي اللغوي. يُعرف اضطراب اللغة الاستقبالي التعبيري المختلط أيضًا باسم العجز اللغوي الاستقبالي والتعبري (آر إي إل آي) أو اضطراب اللغة الاستقبالية. 

## التصنيف
عند تقييمها بواسطة مقياس وكسلر لذكاء البالغين كمثال، تظهر أعراض اضطراب اللغة الاستقبالي التعبيري المختلط درجات منخفضة نسبيًا فينا يتعلق بكل من المعلومات، والمفردات والاستيعاب (بما يقل عن النسبة المئوية الخامسة والعشرين على الأرجح). في حال مواجهة الفرد المصاب صعوبات مع أنواع محددة من المفاهيم، على سبيل المثال، المصطلحات المكانية مثل «فوق»، و«تحت»، و«هنا» و«هناك»، فمن المرجح معاناته من صعوبات في الحساب، أو فهم المشكلات الكلامية والتعليمات أو القدرة على استخدام الكلمات على الإطلاق. قد يعاني المصابون أيضًا من مشكلات عامة مع الكلمات أو الجمل، سواء في الاستيعاب أو اللفظ. يواجه بعض الأطفال صعوبات مع التداوليات – استخدام اللغة في السياقات الاجتماعية؛ نتيجة لذلك، يعاني هؤلاء من صعوبات في استنتاج المعنى. علاوة على ذلك، يظهر المصابون عجزًا كبيرًا في الإنتاج التلقائي للغة ما يؤدي إلى صعوبات في صياغة الأسئلة. بشكل عام، يعاني الأطفال المصابون من مشكلات في النحو التشكيلي، أي تصريف الكلمات. يواجه هؤلاء الأطفال صعوبة في فهم القواعد النحوية وتطبيقها، مثل النهايات التي تشير إلى تصريف الأفعال (على سبيل المثال، نهاية الفعل الماضي «-إي دي»)، وأفعال المفرد بضمير الغائب (على سبيل المثال، أنا أعتقد «آي ثينك»، هو يعتقد «هي ثينكس»)، وصيغ الجمع (على سبيل المثال، «-إس»)، والأفعال المساعدة التي تشير إلى أزمنة (على سبيل المثال، «إز رانينغ» و«واز رانينغ») ومحددات اللغة (أداة التعريف «ذا» وأداة التنكير «إيه»). علاوة على ذلك، يعاني الأطفال المصابون باضطراب اللغة الاستقبالي التعبيري المختلط من عجز في إكمال عمليتين معرفيتين اثنتين في وقت واحد فضلًا عن تعلم الكلمات أو المقاطع الصرفية الجديدة تحت ضغط الوقت أو متطلبات المعالجة العالية. يختبر هؤلاء الأطفال أيضًا حالات عجز في المعالجة السمعية إذ يظهرون معدلًا أبطأ من معالجة المعلومات السمعية وزمنًا أطول بالتالي لإكمال المعالجة.